# Генрік Норфельдт
Генрік Норфельдт (швед. Henrik Norfeldt; нар. 23 грудня 1986) — колишній шведський тенісист.
Найвищу одиночну позицію світового рейтингу — 723 місце досяг 15 вересня 2008, парну — 518 місце — 14 липня 2008 року.
Здобув 2 парні титули.

## ITF Ф'ючерс титули

### Парний розряд: (2)
| Ранг | Дата     | Турнір                    | Покриття | Партнер      | Суперники                          | Рахунок                |
| ---- | -------- | ------------------------- | -------- | ------------ | ---------------------------------- | ---------------------- |
| 1.   | Жов 2007 | Німеччина F19, Ляймен     | Тверде   | Давід Нюлен  | Ральф Ґрамбов Штефан Зайферт       | 6–7 (5–7), 6–3, [10–7] |
| 2.   | Бер 2008 | Швейцарія F2, Бассерсдорф | Килим    | Карл Берґман | Александер Садецкі Жан-Клод Шеррер | 6–2, 4–6, [10–4]       |